# Scoob! Holiday Haunt
Scoob! Holiday Haunt es una película de comedia de misterio de animación estadounidense sin estrenar basada en la franquicia Scooby-Doo de Hanna-Barbera, producida por Warner Bros. Pictures y Warner Animation Group. Estaba programado para ser una precuela de la película de 2020 Scoob!. La película sigue a un joven de la Máquina de Misterio que investiga un misterio en un complejo de vacaciones.
La película fue dirigida por Michael Kurinsky y Bill Haller a partir de un guion de Paul Dini y Tony Cervone, y protagonizada por Frank Welker, Iain Armitage, Ariana Greenblatt, Mckenna Grace, Pierce Gagnon, Mark Hamill, Michael McKean, Andre Braugher, Cristo Fernandez, Ming-Na Wen y Maya Hawke. 
La película estaba prevista para estrenarse en HBO Max en diciembre de 2022. Warner Bros. Discovery archivó la película en agosto, citando medidas de reducción de costos y la intención de volver a centrarse en las películas teatrales en lugar de los proyectos hechos para el streaming.

## Trama
Para celebrar la primera Navidad de Scooby-Doo, Shaggy, de 10 años, y la pandilla lo llevan a un complejo de vacaciones propiedad del tío Ned, favorito de Fred. Cuando el parque está acosado por un fantasma, los niños deben resolver un misterio de 40 años para salvar el complejo y mostrarle a Scooby el verdadero significado de la Navidad.

## Reparto de voces
- Frank Welker como Scooby-Doo[1]
- Iain Armitage como Shaggy Rogers[1]
- Ariana Greenblatt como Velma Dinkley[1]
- Mckenna Grace como Daphne Blake[1]
- Pierce Gagnon como Fred Jones[1]
- Michael McKean como Tío Ned, tío favorito de Fred.[1][2]
- Andre Braugher como Chef Dave, jefe de cocina del complejo que se hace amigo de los niños.[3]
- Mark Hamill como Santa Claus[4]

Además, Cristo Fernandez, Ming-Na Wen, Maya Hawke, Priah Ferguson, J.B. Smoove y Patrick Warburton habían sido elegidos para papeles no revelados.

## Desarrollo
En junio de 2021, Tony Cervone dijo que la continuación de Scoob! estaba en desarrollo.El 22 de diciembre de 2021, HBO Max lanzó un carrete de chisporroteo con un primer vistazo a una película precuela de temática navideña, titulada Scoob! Holiday Haunt, que iba a ser lanzado en el servicio en diciembre de 2022. La película tiene lugar en la juventud de la pandilla, con Welker y los niños actores que interpretaron a las versiones niños de los personajes repitiendo sus papeles desde la anterior película, mientras que Cervone regresó para escribir la película con Paul Dini también para producir el proyecto. La película fue codirigida por Bill Haller y Michael Kurinsky, y tenía un presupuesto de producción de 40 millones de dólares.

### Animación
Al igual que Scoob!, los servicios de animación fueron proporcionados por Reel FX Animation.

### Cancelación
El 2 de agosto de 2022, Warner Bros. Discovery canceló su lanzamiento, citando medidas de reducción de costos y un nuevo enfoque en las películas teatrales en lugar de crear proyectos para streaming.Tony Cervone diría el mismo día que el proyecto estaba «prácticamente terminado».Más tarde ese mes, se informó de que la película todavía estaría terminada, a pesar de que Warner Bros. Discovery no tenía planes actuales para lanzarlo.La película finalmente se terminó el 4 de noviembre de 2022.Tras la muerte de Andre Braugher en diciembre de 2023, Cervone reveló detalles sobre el casting del actor en la película en la que Braugher se unió al proyecto después de una reunión de diez minutos. Más tarde aceptó el papel después de mencionar su «punto débil para Scooby-Doo».